# (92213) Kalina
(92213) Kalina est un astéroïde de la ceinture principale.

## Description
(92213) Kalina est un astéroïde de la ceinture principale. Il fut découvert le 5 janvier 2000 à l'observatoire Kleť par Miloš Tichý. Il présente une orbite caractérisée par un demi-grand axe de 3,10 UA, une excentricité de 0,15 et une inclinaison de 5,4° par rapport à l'écliptique.
Il est nommé d'après Antonín Kalina, Juste parmi les nations.